# Concierto para violonchelo (Lalo)
El Concierto para violonchelo y orquesta en re menor de Édouard Lalo es un concierto para violonchelo escrito en 1877, en colaboración con el violonchelista belga, Adolphe Fischer. La obra fue estrenada el 9 de diciembre de 1877, en el Circo de Hiver, París, con Fischer como solista.

## Historia
Si bien Édouard Lalo es ampliamente conocido por ser el compositor de la Sinfonía española para violín y orquesta, su trabajo para orquestas sinfónicas, instrumentos solistas, grupos de cámara, ballet, ópera y música sacra, es sumamente ignorado. De estas obras, la que logró sobrevivir mejor fue el Concierto para violonchelo en re menor, compuesto en 1877 y que logró gran aceptación tras su estreno, consolidando a Lalo como uno de los más grandes compositores de la época y otorgándole un estilo propio marcado por su ascendencia española y su preferencia por las músicas populares.
Lalo tenía una visión bien definida sobre la relación entre el solista y la orquesta. En una carta al virtuoso violinista Pablo de Sarasate (quien estrenó su Sinfonía española), Lalo se lamenta amargamente del Concierto para piano en re menor de Brahms:

Cuando el solista se sienta en el escenario debe dársele el rol principal, y no ser tratado como un solista dentro de la orquesta. Si el solo genera desagrado al compositor, entonces déjenlo escribir sinfonías u otras cosas para la orquesta, pero no lo dejen aburrirme con fragmentos de solo constantemente interrumpidos por la orquesta.

## Estructura
Este concierto está escrito para dos flautas, dos oboes, dos clarinetes, dos fagotes, cuatro cornos francés, dos trompetas, tres trombones, timbales y la sección de cuerdas. Tiene una duración de aproximadamente 25 minutos, y está divividido en tres movimientos:
1. Prelude: Lento - Allegro maestoso
2. Intermezzo: Andantino con moto - Allegro presto - Andantino - Tempo I
3. Finale: Andante - Allegro vivace

### I.Preludio
El primer movimiento abre lento y dramático con la orquesta sola, y luego se mueve a un allegro maestoso que continúa durante el resto del movimiento. El comienzo tiene varios pasajes orquestales antes de que el violonchelo solista entre con un tema ad líbitum que es tocado tres veces, y que es desarrollado durante el resto del movimiento, introduciendo una segunda melodía dulce y delicada. El violonchelo restablece el primer motivo de la orquesta, antes de tomar una dirección triunfante y belicosa. Esto lidera la sección rápida, que tiene muchos arpegios rápidos y agresivos, al igual que semicorcheas ágiles e inexorables.

### II.Intermezzo
El segundo movimiento es inesperadamente dulce, y empieza con un andantino lento que posteriormente progresa a un allegro presto vivo. La música vuelve al tempo andantino. Antes del final del segundo movimiento, el allegro presto vuelve. El violonchelo solista termina con acordes en pizzicato junto a la orquesta.

### III.Finale
En el tercer movimiento, el violonchelo solista comienza con un andante muy lento en si bemol menor, para después unirse la orquesta y tomar el control. La música se torna un vigoroso rondó (escrito como allegro vivace) y el violonchelo solista vuelve con una entrada enérgica en el tema rondó. El tema principal se base en una escala de re mayor y baja rápidamente. El resto del movimiento continúa con el tempo de allegro vivace. El violonchelo solista finaliza con una escala muy rápida que termina en un do sostenido que luego resuelve a la tónica.

## Análisis
Lalo era un compositor mucho más reflexivo de lo que los historiadores admiten, y aunque el concierto a veces se vuelve un poco trivial, no está exento de encantos. Pese a su nacionalidad francesa, Lalo era descendiente de españoles, lo cual dejó ver a lo largo del concierto a través de la introducción sutil del idioma español. El allegro maestoso está precedido por una introducción lenta en que el violonchelista reflexiona sobre el estilo recitativo del movimiento que viene. El cuerpo del movimiento está compuesto sobre la base de tres elementos: una melodía firmemente cincelada interpretada por el solista, un tema acompañante descendiente e inquebrantable, y un hermoso y dulcísimo segundo motivo, durante el cual el tema acompañante descendiente adquiere una nueva ternura, sin llegar a disolverse. El segundo movimiento es un intermezzo que alterna el andantino lírico con el enérgico allegro presto. Luego de una breve introducción (que temporalmente se mueve en la tonalidad de si bemol menor y anticipa uno de los motivos siguientes), el último movimiento toma la forma de un sólido rondó.
Lalo no escatima en explorar el rico registro del violonchelo, a menudo grave y oscuro, evitando ocultar al solista en la masa orquestal, para lo cual genera texturas suaves en los tutti sobre las cuales el violonchelo es capaz de brillar tanto melódica como dinámicamente.